# 霍斯舒島

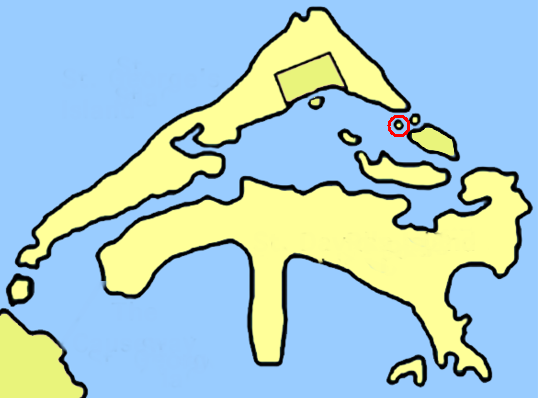

霍斯舒島是百慕達的島嶼，位於聖喬治島和帕吉特島之間的大西洋海域，長0.095公里、寬0.6公里，面積0.6公畝，最高點海拔高度5米，島上無人居住。